# Mount Stagnaro
Mount Stagnaro är ett berg i Antarktis. Det ligger i Västantarktis. Inget land gör anspråk på området. Toppen på Mount Stagnaro är 1 130 meter över havet.
Terrängen runt Mount Stagnaro är kuperad västerut, men österut är den platt. Mount Stagnaro är den högsta punkten i trakten. Trakten är obefolkad. Det finns inga samhällen i närheten. 